# Montcharvot
Montcharvot – miejscowość i gmina we Francji, w regionie Grand Est, w departamencie Górna Marna.
Według danych na rok 1990 gminę zamieszkiwały 33 osoby, a gęstość zaludnienia wynosiła 9 osób/km².